# Kakanakote Forest, Heggadadevankote
Kakanakote Forest là một làng thuộc tehsil Heggadadevankote, huyện Mysore, bang Karnataka, Ấn Độ.